# Ivanja Reka
Ivanja Reka je prigradsko naselje u sastavu Grada Zagreba. Pripada gradskoj četvrti Peščenici – Žitnjaku.
Smješteno je na rijeci Savi, 12 km istočno od središta Zagreba, južno od Slavonske avenije. Ivanja Reka je poznata po čvorištu autocesta prema Varaždinu, Slavonskom Brodu i prema Lučkom, odnosno naplatnoj postaji autoceste Zagreb – Lipovac.
Prvi put se spominje 1217. godine. Naselje je ime dobilo po potoku Ivanovoj Reci ili Čučerju koji je ondje nekada utjecao u rijeku Savu. U srednjem vijeku u Ivanjoj Reki su stanovnici kaptolski kmetovi. Od sredine 19. stoljeća Ivanja Reka je u sastavu Kotara Dugo Selo, kasnije općine Dugo Selo. Godine 1988. izdvaja se iz sastava ondašnje općine Dugo Selo i pripaja se tadašnjoj zagrebačkoj gradskoj općini Pešćenici.
U naselju djeluje Dobrovoljno vatrogasno društvo, nogometni klub, zdrvstvena ambulanta, poštanski ured i motel. Ivanja Reka ima svoju vlastitu rimokatoličku župu te župnu crkvu sv. Ivana Krstitelja. U mjestu je nekada djelovao i ženski nogometni klub koji je 1981. godine bio pobjednik kupa i prvak bivše Jugoslavije.

## Stanovništvo
Prema popisu stanovništva iz 2001. godine, naselje je imalo 1783 stanovnika te 524 obiteljskih kućanstava.

Prema popisu stanovništva 2011. godine naselje je imalo 1800 stanovnika.
Ivanja Reka se počela intenzivno naseljavati 70-ih godina prošlog stoljeća. 
| broj stanovnika | 219   | 228   | 233   | 268   | 302   | 313   | 305   | 335   | 331   | 331   | 349   | 379   | 1167  | 1594  | 1783  | 1800  | 1753  |
|                 | 1857. | 1869. | 1880. | 1890. | 1900. | 1910. | 1921. | 1931. | 1948. | 1953. | 1961. | 1971. | 1981. | 1991. | 2001. | 2011. | 2021. |

## Šport
- NK Ivanja Reka